# Kirnach (Brigach)
Die Kirnach ist ein über 12 km langer Fluss im östlichen Schwarzwald in Baden-Württemberg, der bei Villingen im Schwarzwald-Baar-Kreis von rechts und Westen in die mittlere Brigach mündet. 

## Name
Der Name der Kirnach ist germanischen Ursprungs und setzt sich zusammen aus dem entrundeten Kirn und dem Wort Ach. Kirn bzw. Kürn bedeutet Mühle, aber auch Korn, Getreide. Es leitet sich ab vom mittelhochdeutschen „Kürne“, althochdeutschen „Quirn“ und germanischen „kwirn-u-c“.

## Geographie

### Verlauf
Die Kirnach entspringt in der Oberkirnacher Teilgemarkung der Stadt St. Georgen am Ostabhang des Kesselbergs beim Hagmichelshof des Zinkens Kesselberg auf etwa 950 m ü. NHN. In sehr beständigem ostsüdöstlichem Lauf zieht er durch die Gemarkungen von Oberkirnach, der selbständigen Gemeinde Unterkirnach und zuletzt durch kaum bevölkerte westliche Teile von Villingen-Schwenningen, wo er gegenüber dem Bahnhof Villingen-Kirnach von rechts in die Brigach mündet. 
Die Kirnach sammelt auf ihrem Lauf von beiden Seiten etliche kurze Zuläufe ein, der mit Abstand bedeutendste ist der 4,4 km lange rechte Schlegelbach, der ihr im zentralen Unterkirnach zuläuft, das die einzige größere Ansiedlung im Tal und dem 33,1 km² großen Zuflussbereich ist, wo sonst Streubesiedlung und Wälder dominieren.

### Zuflüsse
Hierarchische Liste, jeweils von der Quelle zur Mündung. Auswahl.
- Hagzinkebach, von rechts und Südwesten auf 892,8 m ü. NHN nach Oberkirnach--Kesselhansenhof, 1,2 km und ca. 1,2 km²
- Reichenbach, von rechts und Südwesten auf etwa 865 m ü. NHN nahe Oberkirnach-Kaiserhof, 1,8 km und 1,3 km²
- Sinsenbach, von rechts und Südwesten auf etwa 839 m ü. NHN nach Oberkirnach-Im Tal, 1,7 km und 1,1 km²
- Uhlbach, von rechts und Südwesten auf 827,5 m ü. NHN bei Oberkirnach-Kernenhof, 1,4 km und 1,3 km²
- Hochbach, von links und Nordnordwesten auf etwa 803 m ü. NHN bei Unterkirnach-Tal, 1,7 km und 1,4 km²
- Föhrenbach, von links und Norden auf 812,5 m ü. NHN bei Unterkirnach-Behringerhof, 1,7 km und ca. 1,4 km²
- Schlegelbach, von rechts und Westen auf etwa 790 m ü. NHN in Unterkirnach, 4,5 km und 8,9 km²
  - Leimgrubentobel, von rechts und Südwesten
  - Röthenlochbach, von rechts und Südwesten
  - Arbach, von links und Westen
- Kuchebach, von links und Nordwesten auf 770,2 m ü. NHN bei Villingen-Schwenningen-Schuhmacherhaus, 2,1 km und ca. 1,9 km²
- (Bach durch den Moorsee), von rechts und Süden auf etwa 755 m ü. NHN bei Unterkirnach-Kirnachtal, Kloster Maria Tann, 0,7 km und ca. 1,1 km²
- (Bach beim Waldsee), von rechts und Süden auf 770,2 m ü. NHN, 0,7 km und ca. 0,9 km²